# Assemblage en adent
Pour les articles homonymes, voir Adent.

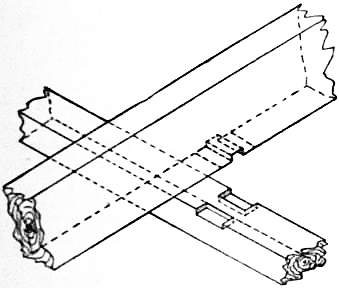
Assemblage en adent

Un adent se dit de certaines entailles ou emboîtures qui se font en forme de dents (comparer avec redent), pour mieux lier et assembler des pièces de bois, ou des tenons dans des mortaises:
- un assemblage à adent (en anglais cogged joint) est un assemblage en travers de deux pièces l'une sur l'autre, celle du dessus ayant une partie saillante qui s'emboîte dans une rainure pratiquée dans la largeur de la pièce du dessous[2].
- un assemblage à adent que les menuisiers appellent aussi « grain d'orge », sert à joindre deux planches (ais) par leur épaisseur; se fait par une languette triangulaire qui entre dans une rainure en onglet. On se servait autrefois de cet assemblage pour joindre les petits ais de merrain dont on plafonnait les vieilles églises[3].